# Adjudu Vechi, Vrancea
Adjudu Vechi este un sat ce aparține municipiului Adjud din județul Vrancea, Moldova, România.

## Transport
- DN11A
- DJ119J

## Personalități
- Gheorghe Naghi (n. 1932), regizor de film și actor român